# てっぺん (テレビドラマ)
てっぺんはテレビ朝日系列で1999年7月8日 - 9月16日に放送されたテレビドラマ。原作は万里村奈加の同名作品。

## あらすじ
香港で中国人として育った女性が、自分が本当は日本人であることを知り、仲間のために日本で金を稼ごうと決心する物語。置き引きを生業とする天辺(てんぺん)は、香港のスラム街で王という女性に育てられた。ある日、天辺は商社に勤める日本人男性、石井と知り合った事により運命が大きく動き出した。

## キャスト

### レギュラー
- 王天辺(おう・てんぺん)（加賀まひる）：坂井真紀

香港のスラム街に暮らす中国人女性。置き引きを生業としながら暮らしているが、後述の香苗が置引き被害（犯人は天辺ではない)に遭った際には彼女を助けるなど優しい一面もある。ベリーショートヘアが特徴で、明るい性格でバイタリティに長けている。25歳。
第4話より営業9課の課長となる。
- 石井光：保阪尚輝

日本の商社・五大物産の副社長。加賀総一郎の甥。両親は故人。
- 一条志保：雛形あきこ

秘書課に勤務していたが、第7話より営業9課へ異動。まひるを敵視する。
- 高木香苗：遠藤久美子

都内の企業に勤務するOL。内向的な性格で親しい友人はおらず、社内でも浮いている。香港に一人旅に訪れた際に置き引き被害に遭った際に天辺と出会って助けられる。
総務課に勤務していたが、第4話より営業9課へ異動。物語の前半では眼鏡を掛けている。
- 中丸彩：山咲千里

営業3課に勤務していたが、第4話より営業9課へ異動。まひるが退職した際（その後復帰）は課長の辞令を受けた。
- 寺岡賢吾：小橋賢児

社員食堂に勤務するアルバイトだったが、第4話より営業9課へ異動。
- 王ばあさん：樹木希林

天辺(まひる)の育ての親。香港のスラム街で天辺と暮らしている。第1話以外は写真による登場。
- 立浪誠：杉本哲太

不動産部所属の社員。石井とは幼馴染だった模様。
- 加賀冴子：田中好子

加賀総一郎の娘。
- 加賀総一郎：金内喜久夫

五大物産の社長。第7話で発作を起こし急死。
- 斉藤靖：佐戸井けん太

人事課課長。
- 吉村聡子：渚まゆみ

清掃員。
- 三崎誓子：石堂夏央
- 中島明弘：宮本和知

警備員だったが、第9話より社長の運転手兼ボディーガードへ異動。
- 竹下昌子：梶敦美
- 守山淳子：谷口智
- 大杉信義：石倉力

斉藤の部下。
- 桜井常務：阿部六郎
- 芝原総務部長：須永慶
- 栗原トキ：樋田慶子

加賀家の家政婦。

### ゲスト
第1話
- 村木佑介：ヒロミ

第2話
- 社員食堂の主人：でんでん

第5話
- 土橋兵輔：波多江清

実業家。麻雀好き。第10話にも登場。
- 土橋の孫娘：伊倉愛美

第6話
- 偽の加賀冴子：赤座美代子

第10話
- 島津：団時朗

若葉コンサルティング（実態は総会屋）代表。
- 取材に来たアナウンサー：川北桃子

第11話
- 石井を刺した男:島田洋八

登場話不明
- 戸沢佑介

## スタッフ
- 脚本：深沢正樹、川嶋澄乃、江頭美智留
- 演出：新城毅彦（5年D組）、下山天（コクーン）、池澤辰也（テレパック）
- 音楽：中西圭三、崩場将夫
- 主題歌：相川七瀬「世界はこの手の中に」
- 技術協力：フォーチュン
- 美術協力：KHKアート
- 編集・MA：ザ・チューブ
- スタジオ：砧スタジオ
- プロデューサー：田中芳之（テレビ朝日）、杉村治司・沼田通嗣（テレパック）
- 制作：テレビ朝日、テレパック

## サブタイトル
| 各話                                                      | 放送日        | サブタイトル         | 脚本              | 演出     | 視聴率 |
| --------------------------------------------------------- | ------------- | -------------------- | ----------------- | -------- | ------ |
| STAGE1                                                    | 1999年7月8日  | 拾われたシンデレラ   | 深沢正樹          | 新城毅彦 | 9.5%   |
| STAGE2                                                    | 1999年7月15日 | オモチャと呼ばれた女 | 深沢正樹          | 新城毅彦 | 9.4%   |
| STAGE3                                                    | 1999年7月22日 | 運命のリベンジ始まる | 深沢正樹          | 下山天   | 7.8%   |
| STAGE4                                                    | 1999年7月29日 | 捨てられた女達の反乱 | 深沢正樹          | 下山天   | 7.7%   |
| STAGE5                                                    | 1999年8月5日  | 3億を賭けた女の意地  | 深沢正樹          | 新城毅彦 | 7.8%   |
| STAGE6                                                    | 1999年8月12日 | 母が名乗り出てきた夜 | 深沢正樹 川嶋澄乃 | 下山天   | 7.8%   |
| STAGE7                                                    | 1999年8月19日 | 運命の復讐が始まった | 深沢正樹          | 下山天   | 8.2%   |
| STAGE8                                                    | 1999年8月26日 | 大逆転！涙のクビ宣言 | 深沢正樹          | 下山天   | 7.7%   |
| STAGE9                                                    | 1999年9月2日  | 明かされた本当の母   | 川嶋澄乃          | 池澤辰也 | 7.7%   |
| STAGE10                                                   | 1999年9月9日  | ついに決戦の時が来た | 江頭美智留        | 下山天   | 7.1%   |
| LAST STAGE                                                | 1999年9月16日 | 憎いあいつを抱いて   | 江頭美智留        | 下山天   | 8.0%   |
| 平均視聴率8.1% （視聴率は関東地区・ビデオリサーチ社調べ） |               |                      |                   |          |        |